# Bourrasque-Klasse
Die Bourrasque-Klasse war eine Schiffsklasse von zwölf Zerstörern der französischen Marine. Die Schiffe waren gemeinsam mit den schwereren und schnelleren Zerstörern der Chacal-Klasse Bestandteil eines Modernisierungsprogrammes der französischen Marine nach dem Ersten Weltkrieg.
Die zwölf Schiffe wurden 1923 und 1924 auf Kiel gelegt und zwischen 1926 und 1928 in Dienst gestellt. Eine Weiterentwicklung der Klasse waren die zwei Zerstörer der für die polnische Marine gebauten Wicher-Klasse.
Die Zerstörer der Bourrasque-Klasse wurden im Zweiten Weltkrieg von fünf unterschiedlichen Marinen beider Seiten eingesetzt. Fünf Einheiten überstanden den Krieg und wurden erst zwischen 1949 und 1950 außer Dienst gestellt. Die Schiffe tragen die Namen verschiedener Winde und Stürme. Der Entwurf der Bourrasque-Klasse bildete auch die Basis für die wenig später folgende L’Adroit-Klasse.

## Technische Daten

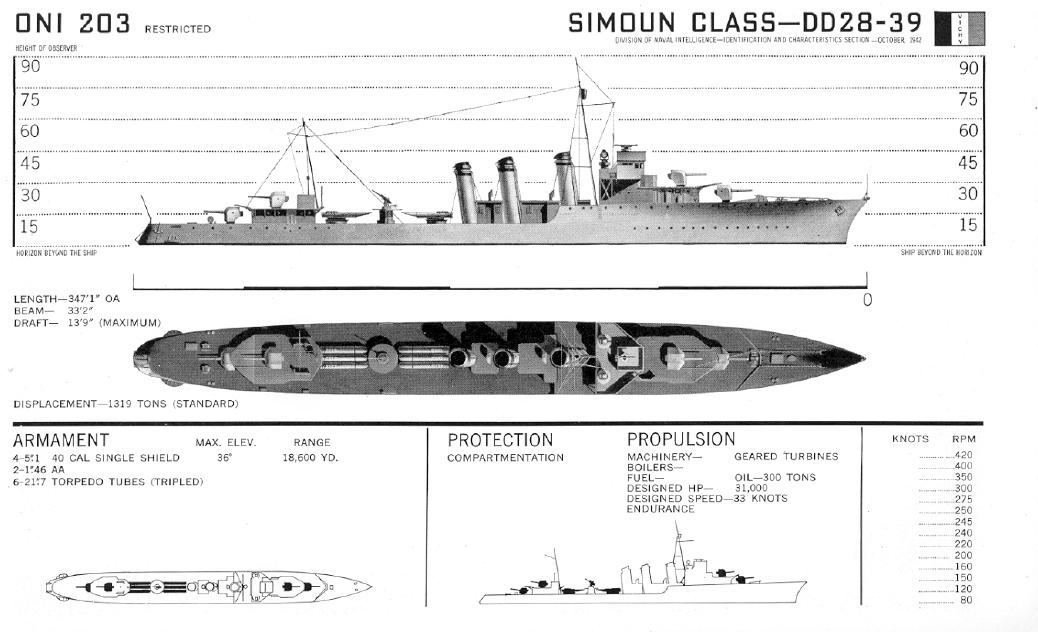
ONI203 Booklet zur Identifikation von Schiffen der französischen Marine

Das Schiffe der Bourrasque-Klasse waren 106 m lang, 9,64 m breit und hatte einen maximalen Tiefgang von 4,3 m. Die Standardverdrängung betrug 1.298 ts und die Maximalverdrängung 1.968 ts. Drei Dampfkessel versorgten zwei Dampfturbinen, die über je eine Welle einen Propeller antrieben. Die Leistung betrug 31.000 PS (22.800 kW), mit denen die Schiffe eine Geschwindigkeit von 33 kn (61 km/h) erreichen konnte. Die Bunker der Schiffe konnten 360 t Schweröl aufnehmen. Diese reichten für 3.000 Seemeilen bei 15 kn.
Die Bewaffnung der Bourrasque-Klasse bestand aus vier 130-mm-Geschützen Modell 1919. Diese waren in Einzelaufhängungen aufgestellt. Die Flugabwehr bestand aus einem 75-mm-Flugabwehrgeschütz Modell 1924, dieses befand sich Mittschiffs hinter den Schornsteinen. Als Torpedobewaffnung verfügte das Schiff über sechs Torpedorohre in zwei Dreiergruppen. Zudem verfügte sie am Heck über zwei Abwurfgestelle für 16 Wasserbomben.

## Typschiff
In den meisten Fällen wird das erste Schiff einer Klasse zum namensgebenden Schiff. Bei der Bourrasque-Klasse war das nicht so. Die Bourrasque war das siebte Schiff der Klasse, welches auf Kiel gelegt wurde, und erst das zehnte beim Stapellauf. Da die Endausrüstung vor der Indienststellung aber sehr schnell voranging, wurde die Bourrasque zum Typschiff. Allerdings wurde das Schwesterschiff Simoun fast vier Monate vor der Bourrasque in Dienst gestellt.

## Einheiten
| Name                                                            | Bauwerft                                         | Kiellegung         | Stapellauf        | Indienststellung   | Verbleib |
| Bourrasque-Klasse                                               | Bourrasque-Klasse                                | Bourrasque-Klasse  | Bourrasque-Klasse | Bourrasque-Klasse  | Bourrasque-Klasse |
| --------------------------------------------------------------- | ------------------------------------------------ | ------------------ | ----------------- | ------------------ | --- |
| Bourrasque (franz. für Schneesturm)                             | Ateliers et Chantiers de France, Dünkirchen      | 12. November 1923  | 5. August 1925    | 13. August 1926    | Die Bourrasque nahm im Mai 1940 im Rahmen Operation Dynamo an der Entsetzung alliierter Truppen aus Dünkirchen teil. Am 30. Mai lief das Kriegsschiff auf eine Seemine und wurde anschließend durch deutsches Geschützfeuer versenkt. Das Wrack liegt auf der Position 51° 14′ 58″ N, 2° 33′ 2″ O in 25 m Tiefe. |
| Cyclone (franz. für Tropischer Wirbelsturm bzw. Zyklon)         | Forges et Chantiers de la Méditerranée, Le Havre | 23. September 1923 | 24. Januar 1925   | 23. August 1926    | Die Cyclone wurde bei der Evakuierung von Dünkirchen eingesetzt. Am 30. Mai 1940 griff das deutsche Schnellboot S 24 der 2. Schnellboot-Flottille den Zerstörer an und beschädigte ihn schwer. Der polnische Zerstörer Błyskawica eskortierte die angeschlagene Cyclone nach Dover. Am 18. Juni 1940 wurde der Zerstörer in Brest selbstversenkt, um einen deutschen Zugriff zu verhindern. |
| Mistral (franz. für Mistral)                                    | Forges et Chantiers de la Méditerranée, Le Havre | 28. November 1923  | 6. Juni 1925      | 1. Juni 1927       | Die Mistral wurde von der Royal Navy am 3. Juli 1940 im Hafen von Plymouth übernommen (Operation Grasp). 1944 wurde der Zerstörer an die freifranzösische Marine übergeben und kehrte am 25. August 1945 nach Frankreich zurück. Das Schiff wurde am 17. Februar 1950 außer Dienst gestellt. |
| Orage (franz. für Gewitter)                                     | Chantiers Navals Francais, Caen                  | 20. August 1923    | 30. August 1924   | 1. Dezember 1926   | Die Orage wurde am 23. Mai 1940 vor Boulogne-sur-Mer von deutschen Flugzeugen versenkt. |
| Ouragan (franz. für Hurrikan)                                   | Chantiers Navals Francais, Caen                  | 3. April 1923      | 6. Dezember 1924  | 19. Januar 1927    | Die Ouragan lag zu Beginn der deutschen Invasion in Frankreich mit Kesselschaden im Hafen. Die Briten schleppten das Schiff nach Devonport, wo die Reparaturmaßnahmen beendet wurden. Der Zerstörer wurde von den Briten am 3. Juli 1940 übernommen und am 17. Juli 1940 an die polnische Marine übergeben. Diese führte das Schiff als OF Ouragan. Am 30. April 1941 wurde die Ouragan an die freifranzösische Marine übergeben. Das Schiff wurde am 7. April 1949 außer Dienst gestellt.                                                         |
| Simoun (franz. für einen Wüstensturm in der Sahara und Arabien) | Chantiers de Penhoët, Saint-Nazaire              | 8. August 1923     | 3. Juni 1924      | 29. April 1926     | Die Simoun stand im Dienst von Vichy-Frankreich und war in Casablanca stationiert. Nach der Alliierten Landung in Nordafrika im Jahre 1942 wurde das Schiff von den Alliierten weiter genutzt. Die Simoun wurde am 17. Februar 1950 außer Dienst gestellt. |
| Sirocco (franz. für heißer Saharawind Scirocco)                 | Chantiers de Penhoët, Saint-Nazaire              | 1. März 1924       | 3. Oktober 1925   | 1. Juli 1927       | Die Sirocco nahm an der Evakuierung Dünkirchens teil. Das mit Soldaten überladene Schiff wurde am 31. Mai 1940 von den deutschen Schnellbooten S 23 und S 26 der 2. Schnellboot-Flottille angegriffen und versenkt. Der zur Hilfe kommende polnische Zerstörer Błyskawica konnte lediglich noch 15 Überlebende aufnehmen. Das Wrack liegt auf der Position 51° 18′ 57″ N, 2° 14′ 8″ O in 38 m Tiefe. |
| Tempête (franz. für Sturm)                                      | Chantiers Dubigeon, Nantes                       | 3. Dezember 1923   | 21. Februar 1925  | 28. September 1926 | Die Tempête stand im Dienst von Vichy-Frankreich und war in Marokko stationiert. Der Zerstörer ging 1942 nach der „Operation Torch“ in alliierte Hand über und wurde am 17. Februar 1950 außer Dienst gestellt. |
| Tornade (franz. für Tornado)                                    | Chantiers Dyle et Baccalan, Bordeaux             | 25. April 1923     | 12. März 1925     | 10. Mai 1928       | Die Tornade stand im Dienst Vichy-Frankreichs und war in Oran (Algerien) stationiert. Während der alliierten Invasion in Afrika wurde der französische Zerstörer am 8. November 1942 durch Artilleriefeuer der britischen Leichten Kreuzers Aurora und des Geleitzerstörers Calpe schwer beschädigt. Die Tornade strandete nahe Oran. |
| Tramontane (franz. für einen Nordwind)                          | Forges et Chantiers de la Gironde, Bordeaux      | 1. Juni 1923       | 29. November 1924 | 15. Oktober 1927   | Die Tramontane stand im Dienst Vichy-Frankreichs und war in Oran stationiert. Während der alliierten Invasion in Afrika wurde der französische Zerstörer am 8. November 1942 durch Artilleriefeuer der britischen Leichten Kreuzer Aurora und Calpe schwer beschädigt. Die Tramontane strandete nahe Oran. |
| Trombe (franz. für Wasserhose)                                  | Forges et Chantiers de la Gironde, Bordeaux      | 5. März 1924       | 29. Dezember 1925 | 27. Oktober 1927   | Die Trombe stand in vichy-französischem Dienst und wurde nach der deutschen Besetzung Südfrankreichs am 27. November 1942 gemeinsam mit den Resten der französischen Marine in Toulon selbstversenkt. Der Zerstörer wurde später gehoben und von der italienischen Marine als FR 31 in Dienst gestellt. Nach dem Sturz der faschistischen Regierung in Rom wurde das Kriegsschiff am 28. Oktober 1943 an die freifranzösische Marine übergeben, die es in Bizerta (Tunesien) stationierte. Die Trombe wurde im Februar 1950 außer Dienst gestellt. |
| Typhon (franz. für Taifun)                                      | Forges et Chantiers de la Gironde, Bordeaux      | 1. September 1923  | 22. Mai 1924      | 27. Juni 1928      | Die Typhon stand im Dienst der Vichy-französischen Marine und war in Algerien stationiert. Der Zerstörer wurde während der alliierten Invasion in Afrika am 9. November 1942 vor Oran selbstversenkt. |

## Galerie

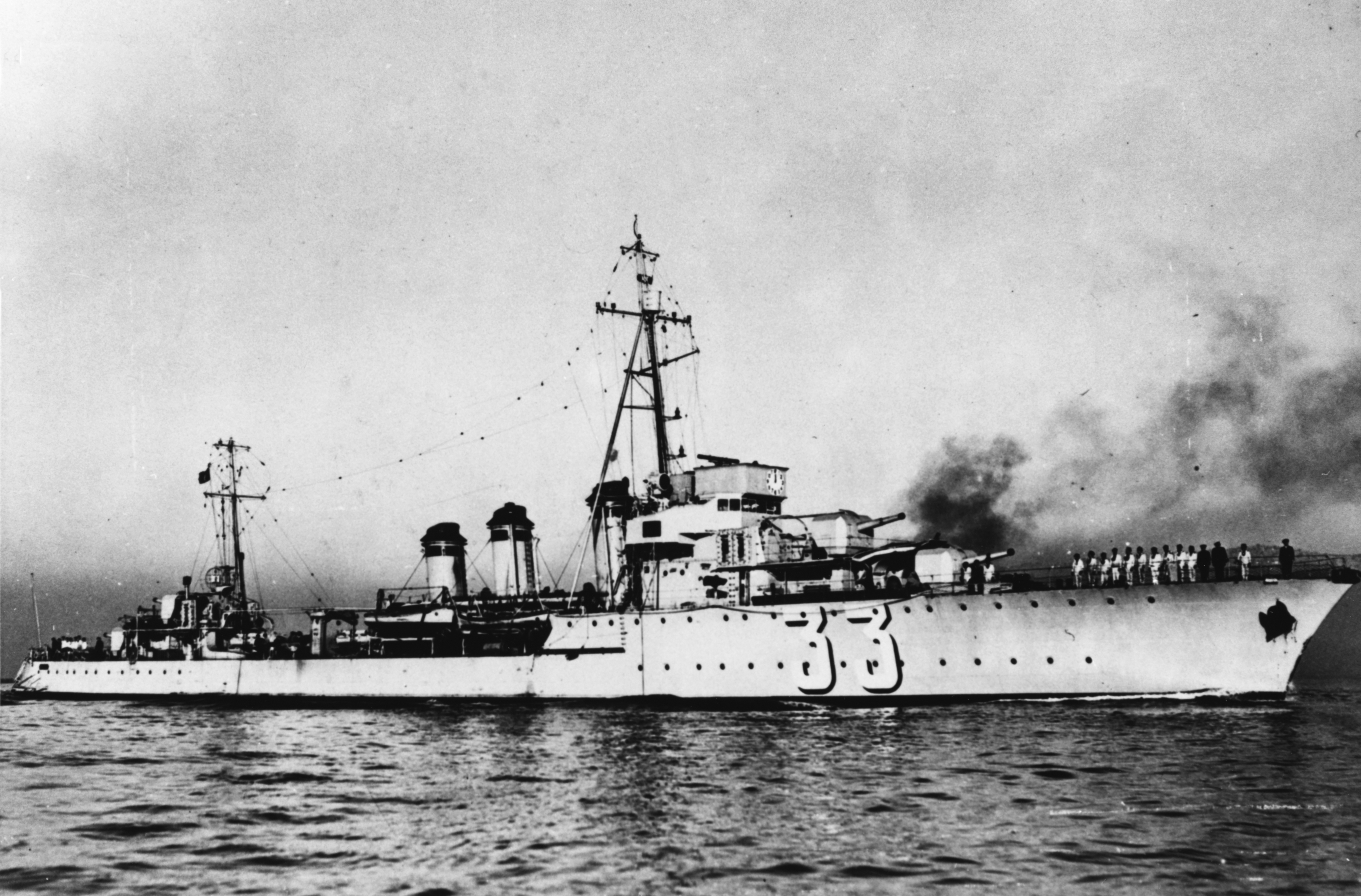
"Bourrasque"
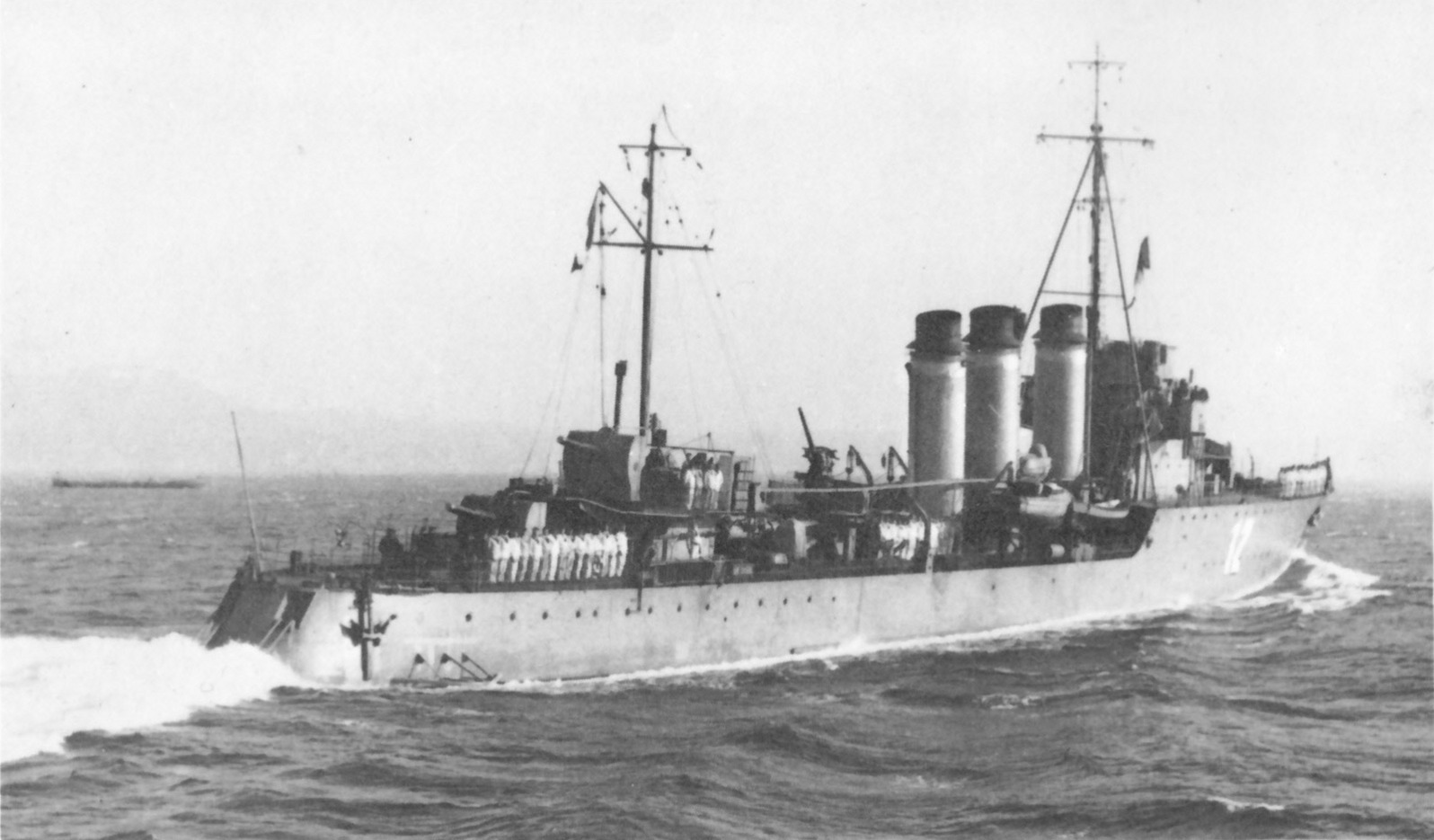
Bourrasque
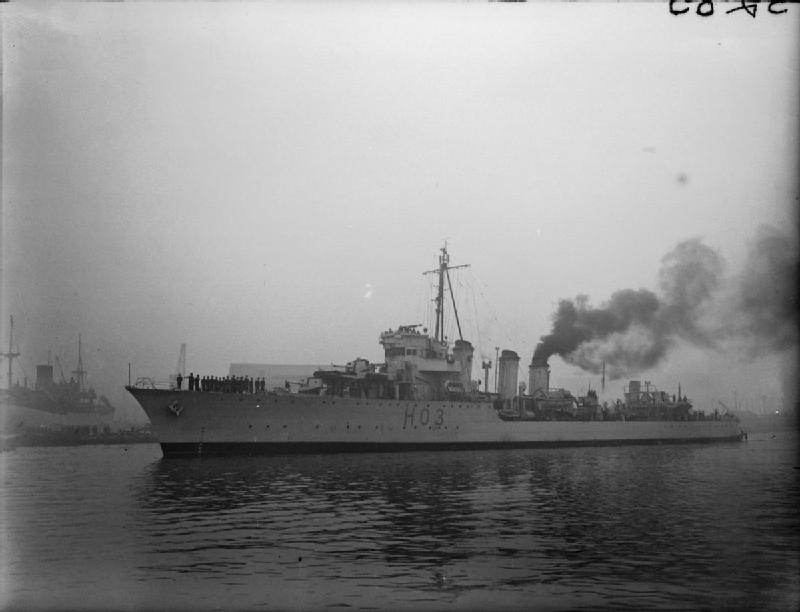
Mistral
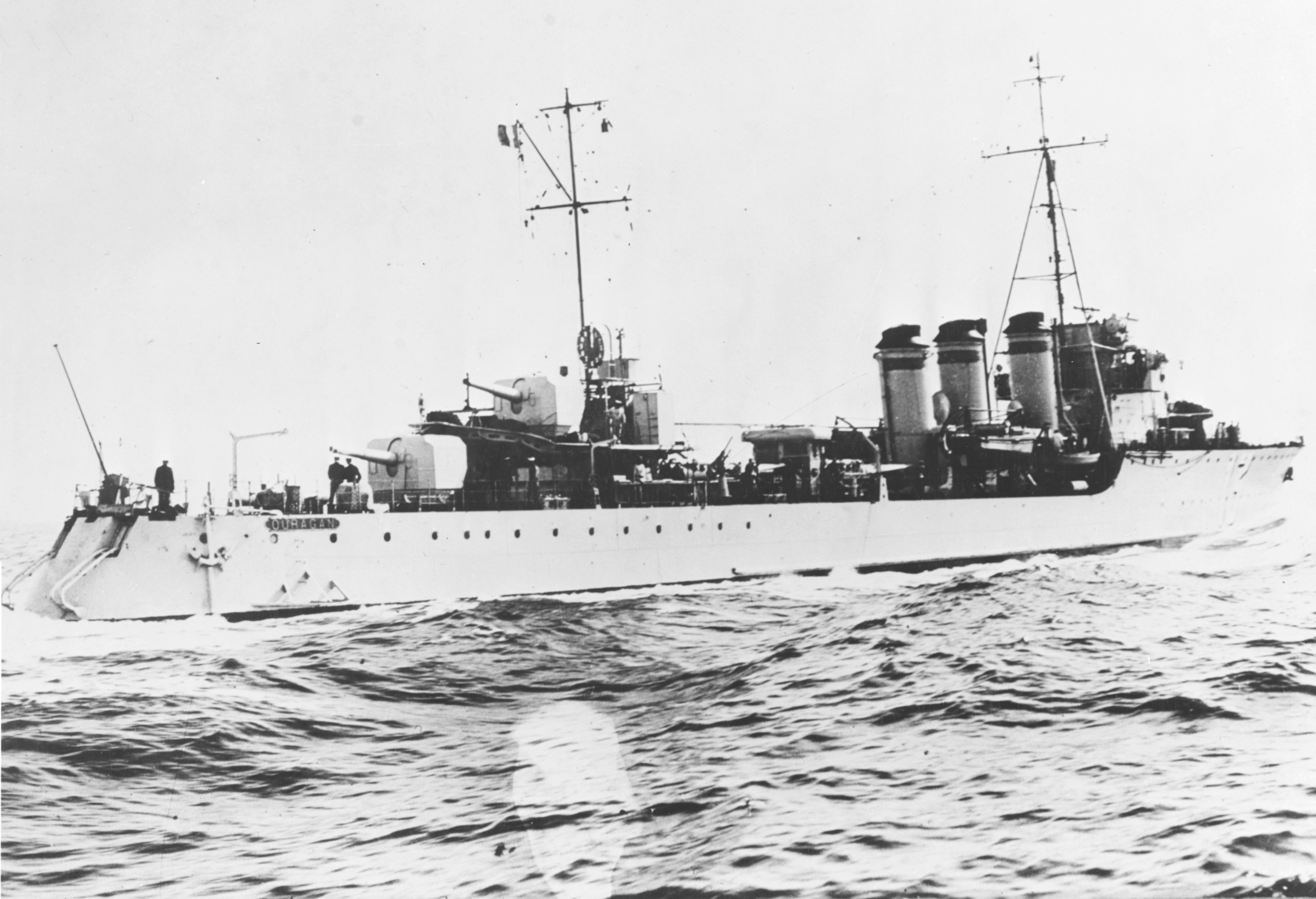
Ouragan
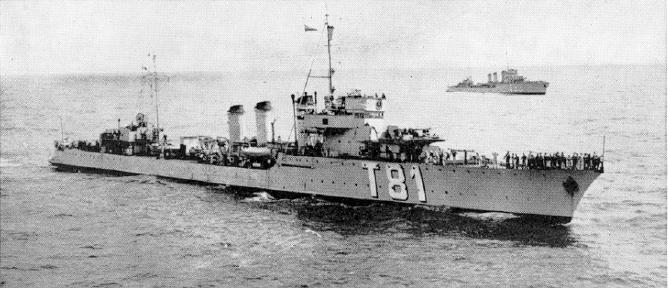
Simoun
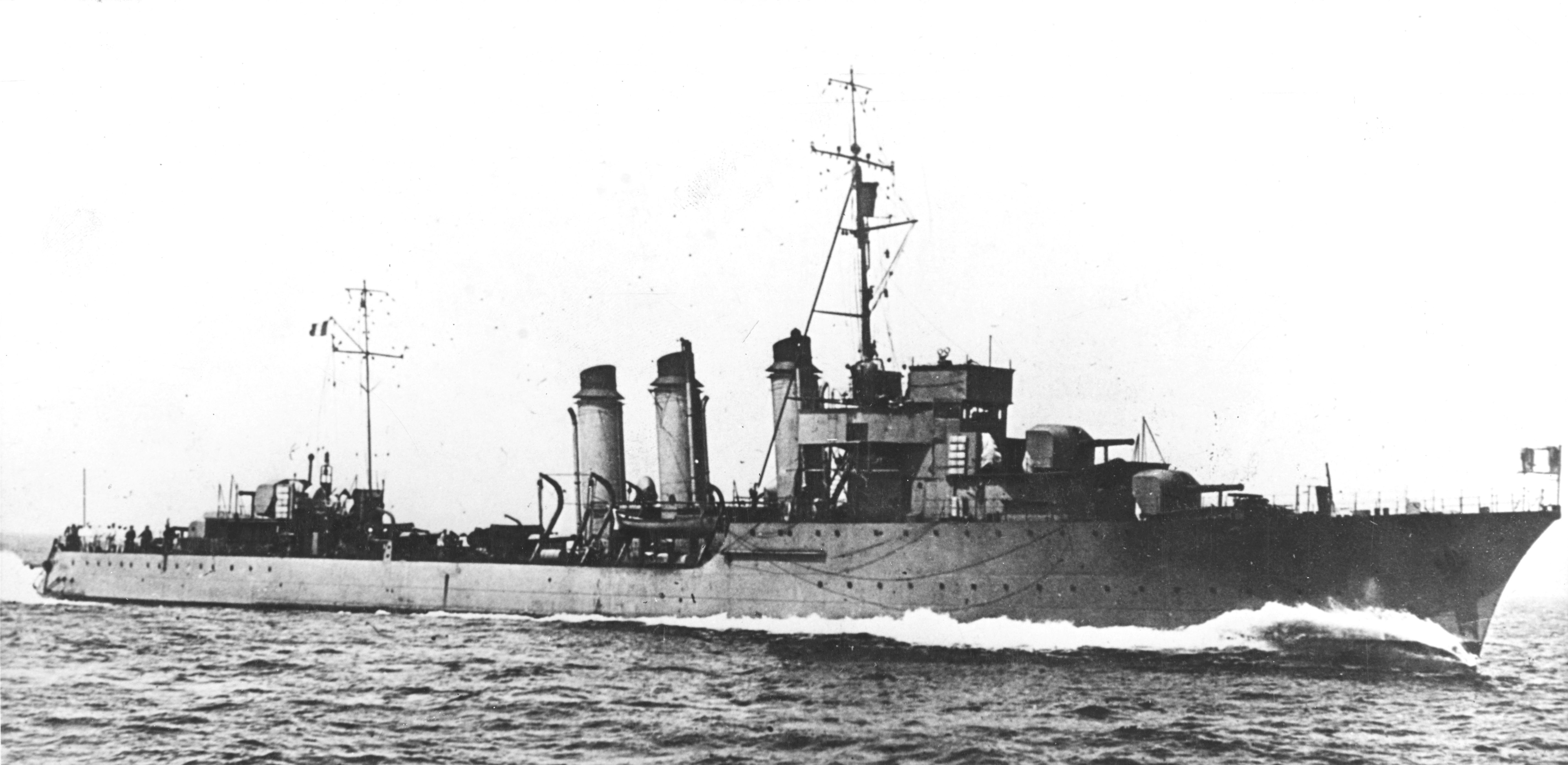
Siroco